# Oleoducto Sumed
El Oleoducto Sumed (contracción de Oleoducto Suez-Mediterráneo) es un oleoducto petrolero en Egipto que une la terminal de Ain Sukhna en el Golfo de Suez con Sidi Kerir en el Mar Mediterráneo. Da una alternativa al Canal de Suez para el transporte de petróleo desde el Golfo Pérsico hacia Europa y el Mediterráneo.

## Historia
El proyecto para un oleoducto uniendo el Mar Rojo con el Mediterráneo fue lanzado tras el cierre del Canal de Suez en junio de 1967. La compañía que controla la línea fue acordada en 1973 por cinco países árabes. El oleoducto fue finalmente abierto en 1977.

## Descripción técnica
El oleoducto tiene 320 km de longitud. Consiste de dos líneas paralelas de 1070 mm de diámetro con una capacidad de 1,1 millones de barriles diarios.

## Operador
El oleoducto es propiedad de Arab Petroleum Pipeline Company/Sumed Company, una joint venture de EGPC (50%, Egipto), Saudi Aramco (15%, Arabia Saudí), IPIC (15%, Emiratos Árabes Unidos) y tres compañías de Kuwait (cada una con el 5%) además de QGPC (5%, Catar).

## Propuestas de expansión
Se está considerando una ampliación de Sumed que viajaría desde la terminal del Mar Rojo a la costa saudí en Sharm al Sheikh y conectaría desde allí con la terminal del principal oleoducto saudí en Yanbu.